# Real Club Coruña
El Real Club Coruña fue un club de fútbol de La Coruña, España fundado en 1904 y que desaparecería en 1919. El club coruñés sería el primero en España en ostentar el título de "Real", al aceptar el rey Alfonso XIII su presidencia honorífica el 10 de diciembre de 1908. Los aurinegros jugaban sus encuentros como locales en el campo de Monelos, situado en el barrio homónimo de la ciudad de La Coruña.

## Historia
Contrariamente a lo que ocurrió en la mayoría de España el fútbol no fue importado a La Coruña por ingleses sino que su introducción hay que agradecérsela a José María Abalo Abad, un estudiante coruñés que conoció el nuevo deporte durante su estancia en Reino Unido y que a la vuelta a su ciudad natal decidió buscar interesados en aprender sus reglas y practicarlo. A pesar de que en un principio los voluntarios escasean, Abalo consigue en 1903 contar con un grupo de jugadores en su mayoría procedente de la Sala de Armas Calvet (origen del futuro Deportivo de La Coruña).
El Corunna Foot-ball Club, británico nombre que toma el club en su inicio, realiza sus primeros entrenamientos en la Plaza de Toros de la ciudad, y disputa su primer encuentro oficial el 24 de marzo de 1904, ante la tripulación del buque inglés Diligent en su nuevo y también provisional feudo del Corralón de la Gaiteira, con victoria del conjunto local por 3-0. El Corunna F.C. que vestirá zamarra gualdinegra con pantalón blanco cambia pronto su nombre a Coruña Fútbol Club y al no tener rivales en la ciudad debe procurárselos fuera siendo los más habituales los vigueses Vigo F.C. y Fortuna F.C.
En 1906 el Coruña toma parte en un hecho fundamental en la historia deportiva de la ciudad. Muchos de sus integrantes eran habituales de la Sala de Armas Calvet, el principal centro deportivo de la ciudad y que contaba con un variado número de disciplinas en su oferta deportiva. Un grupo de estos alumnos que no pertenecían al Coruña liderados por el propio Federico Fernández Amor-Calvet retaron a los coruñistas a dos partidos que se disputarían el 9 y 10 de diciembre de 1906. El resultado fue sorprendentemente favorable a los atletas, que se impusieron 2-1 en el primer partido y lograron empatar el segundo 1-1. Tal fue el entusiasmo que insufló a los alumnos este enfrentamiento que los llevó a fundar su propio club, el Club Deportivo de la Sala Calvet que se acabaría convirtiendo en el Real Club Deportivo de La Coruña.
Desde un primer momento ambas entidades mantuvieron una gran rivalidad en parte alimentada por su distinta vocación social. Mientras que el Deportivo aceptaba a todo tipo de grupos sociales (aunque era necesario ser miembro de la Sala Calvet con el pago de su correspondiente cuota), el Coruña era considerado el equipo de las clases acomodadas de la ciudad.
La rivalidad entre ambos clubs va en aumento, produciéndose una serie de altercados en los partidos que los enfrentaban hasta que en 1913 la directiva del Deportivo decide negarse a disputar más encuentros frente a los gualdinegros. Esto no gusta a los futbolistas del Deportivo que como forma de protesta abandonan el club y forman el Deportivo Auténtico FC.
El Real Club Coruña no se conseguirá adaptar al semiprofesionalismo que empieza a proliferar a mediados de la década de los diez, desapareciendo en 1919 debido a la falta de interés y también por la marcha de sus jugadores a otros clubs de la ciudad.

## Palmarés
- Campeonato de Galicia:

1 Subcampeonato: (1910-11)